# Llista de Creus de Sant Jordi/2016/Entitats

#### Entitats
Informació actualitzada per un bot. Els canvis manuals es perdran quan s'actualitzi!
| Entitat                                                         | Wikidata  | Descripció                                                                            | Imatge |
| --------------------------------------------------------------- | --------- | ------------------------------------------------------------------------------------- | ------ |
| Institut Ramon Muntaner                                         | Q3151800  | Institut a Figueres                                                                   |        |
| Festival de Peralada                                            | Q5861248  |                                                                                       |        |
| Revista de Catalunya                                            | Q8173161  | revista catalana d'assaig (1924-)                                                     |        |
| Fundació Pere Tarrés                                            | Q8963088  |                                                                                       |        |
| La Marató de 3Cat                                               | Q9018710  | gala solidària                                                                        |        |
| Coordinadora d'Associacions per la Llengua catalana             | Q11915499 | associació per la normalització lingüística, nacional i cultural dels Països Catalans |        |
| Fundació Vila Casas                                             | Q15623876 | fundació catalana                                                                     |        |
| Lluïsos d'Horta                                                 | Q17617747 | associació cultural d'Horta                                                           |        |
| Caramelles del Roser de Sant Julià de Vilatorta                 | Q21479872 |                                                                                       |        |
| Sala Cabanyes                                                   | Q23503561 |                                                                                       |        |
| Acadèmia Tastavins del Penedès                                  | Q24055322 |                                                                                       |        |
| Associació de Familiars i Amics de Nens Oncològics de Catalunya | Q24055323 |                                                                                       |        |
| Consell Cultural de les Valls d'Àneu                            | Q24055324 |                                                                                       |        |